# Никольская, Татьяна Львовна
Татья́на Льво́вна Нико́льская (род. 2 июня 1945, Ленинград) — советский и российский литературовед, библиотекарь; мемуаристка. Исследовательница русского авангарда, специалист по русской прозе 1910—1930-х годов, истории футуризма в Грузии, русско-грузинским литературным связям первой трети XX века. Автор мемуарно-исследовательских этюдов о своих современниках. Библиотекарь библиотеки Института восточных рукописей РАН. Лауреат Премии Андрея Белого в номинации «За заслуги перед литературой» (2023).

## Биография
Татьяна Никольская родилась 2 июня 1945 года в Ленинграде. В 1969 году окончила филологический факультет Ленинградского государственного университета имени А. А. Жданова по специальности «Русский язык и литература». Будучи студенткой, в 1967 году вместе с мужем Леонидом Чертковым осуществила первую за более чем тридцать лет публикацию стихов Константина Вагинова, а вскоре и Константина Олимпова.
Область научных интересов: русско-грузинские литературные связи первой трети XX века, история футуризма в Грузии, творчество Григола Робакидзе, русский авангард. Специалист по русской литературе 1910—1930-х годов: Софья Парнок, Сергей Нельдихен, Леонид Добычин, Игорь Терентьев, Илья Зданевич, Александр Туфанов, Юрий Марр и др. Подготовила первые или наиболее полные издания этих писателей. Автор около 250 научных работ.
В 2002 году Андрей Крусанов в рецензии на книгу Татьяны Никольской «Авангард и окрестности» писал:
[Т. Л. Никольская] уже давно заработала себе имя и известность среди литературоведов многочисленными статьями в различных отечественных и зарубежных сборниках и журналах. <…> …Бросается в глаза прежде всего постоянное стремление Никольской к новизне темы, к описанию и анализу ещё не разработанного или слабо разработанного материала. Никольская — один из тех немногих филологов-первопроходцев, которые занялись изучением русского поэтического авангарда в его наиболее крайней форме: заумной поэзии. Это главная тема её научных интересов, от которой идут всевозможные ответвления. Не лишним будет подчеркнуть тот очевидный факт, что современный уровень знаний о группировках русских поэтов-заумников и деятельности их представителей во многом сформирован самой Никольской. В то же время рецензируемое издание свидетельствует о новом направлении в её работе, до сих пор находившемся вне поля зрения русскоязычного литературоведения: это исследование грузинского литературного футуризма.
Татьяна Никольская выступала с докладами на международных симпозиумах, конгрессах и конференциях, в том числе международном симпозиуме по грузинскому искусству (Тбилиси, 1989), международном симпозиуме по творчеству Шота Руставели (Турку, 1991), международном конгрессе, посвященном 100-летию Романа Якобсона (Москва, 1996), конференциях по авангарду в Италии, США, Голландии, Хорватии, Сербии, Швеции и др. Регулярно с середины 1980-х годов участвует в проводимой в Латвии конференции «Тыняновские чтения».
С 1987 года работает библиотекарем в библиотеке Института восточных рукописей РАН (ранее Ленинградского [Санкт-Петербургского] филиала Института востоковедения РАН), где занимается систематизацией и раскрытием грузинского фонда. Жила в Грузии, где изучала грузинский язык и, в числе прочего, собирала материалы для монографии «„Фантастический город“: Русская культурная жизнь в Тбилиси 1917―1921» (2000).
В 2005 году читала курс лекций по новой грузинской литературе на восточном факультете Санкт-Петербургского государственного университета. В 2011 году прочла курс лекций по футуризму в Грузии и группе «41°» в Музее петербургского авангарда (Доме Матюшина) и на филологическом факультете Хельсинкского университета.
С середины 1990-х годов публикует мемуарно-исследовательские этюды о своих современниках.

### Семья
- Муж (разведены) — Леонид Натанович Чертков (1933—2000), русский поэт, прозаик, историк литературы, переводчик[2].

## Участие в творческих и общественных организациях
- Член правления Санкт-петербургского грузинского землячества «Иверия» (с 1991)[3]
- Член международной научной организации NIAS Fellows Association (с 1996)[3]
- Член Союза писателей Санкт-Петербурга (с 2002)[3]
- Член Русского ПЕН-центра (c 2007)[2][3]

## Награды и премии
- Премия А. Кручёных (Херсон, 1993)[3]
- Международная отметина имени отца русского футуризма Давида Бурлюка[5]
- Орден Чести Грузии (2003, за помощь в проведении Дней Грузии в Санкт-Петербурге и пропаганду грузинской культуры)[3]
- Премия «Georgievich Award. Heaven 49»: орден «С Благодарностью от Человечества!» (Санкт-Петербург, 2020)
- Премия Андрея Белого (2023, за заслуги перед русской литературой)